# 움베르토 마투라나

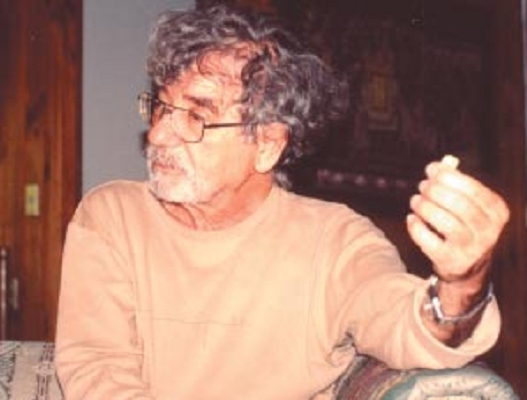

움베르토 마투라나(Humberto Maturana, 1928년 9월 14일 ~ 2021년 5월 6일)는 인지생물학자이자 철학자이다. 1947년 리쎄오 마누엘 데 살라스에서 고등학교를 마치고 칠레의 의과대학에서 공부를 시작하였으나 생물학으로 학위를 마쳤다. 유니버시티 칼리지에서 해부학과 신경철학을 연구하였으며 하버드 대학에서 생물학으로 박사 학위를 받았다. 이후 인지생물학 영역에서 제자이자 동료인 프란시스코 바렐라와 함께 자기생산(Autopoiesis)개념을 창안하였다. 인식에 대하여 실재론도 유아론도 아닌 관찰자적 개념을 주장함으로써 두 인식론의 중간 위치를 대표하는 구성주의자로 평가받는다. 상대주의적 인식론인 급진적 구성주의의 선구자로도 알려져 있다.

## 저서
대표적 저서로 프란시스코 바렐라와 공동 집필한 <앎의 나무>, <자기생성과 인지>, <인식 : 실재의 조직과 구현>, 대담집 <있음에서 함으로> 등이 있다.

## 주요개념

### 인지
“말해질 수 있는 모든 것은 누군가에 의해 말해지는 것이다.”
움베르또 마투라나는 생물학적 인지 개념과 함께 인지에 대해서 수용자의 주관성의 중요함을 강조하는 ‘관찰자’ 개념을 도입했다. 인지는 관찰자 없이는 이루어질 수 없으며 관찰자 없이는 존재할 수 없다. ‘관찰자’라는 용어는 통상적으로 ‘거리를 유지하고 따라서 간접적으로 중립성을 주장한다.’는 분리적 개념을 지니고 있는데 마투라나는 관찰자의 개념이 거리를 가지고 있기 때문에 인지 개념에 보다 적합하다고 주장한다. 관찰자는 체험과 구분되어 있기 때문에 관찰자이며 체험과 구분되지만, 구분되어있다는 것을 알기 때문에 체험으로부터 고립되지 않는다고 설명한다.
마투라나는 1940년대 미국 생물학자 로저 스페리의 도롱뇽 실험을 재해석하여 신경체계와 인지체계의 주관성을 설명했다. 로저 스페리의 도롱뇽 실험에서 로저는 도롱뇽의 한쪽 눈을 빼내 시신경을 절단하고 눈을 180도 회전시킨 다음 다시 집어넣었다. 이 때 도롱뇽은 외부의 먹이를 시각적으로 인지할 수는 있지만 혀를 180도 반대 방향으로 뻗었다.
마투라나는 스페리의 실험을 통해 신경체계는 외부의 자극을 망막을 통해 받아들이는 것으로 보이지만 도롱뇽의 혀가 실제 먹이가 있는 방향이 아니라 자신이 지각하는 방향을 향해 뻗는 다는 것은 도롱뇽의 인지가 내적으로 이루어진 것이라고 보았다. 즉 유기체의 정보처리는 외부에서 오는 자극을 처리하여 적절한 행위를 하는 것이 아니라 유기체의 내부에서 일어나는 것이며 유기체의 정보 처리는 주관적이기 때문에 진리라고 말할 수 있는 외부 세계는 없다. 마투라나가 말하는 실재는 외부 세계의 실존이 아니라 관찰자가 지각하는 주관적인 실재를 의미한다. 따라서 관찰자는 환경 없이는 아무것도 지각할 수 없고, 환경은 관찰자 없이는 지각될 수 없다.
마투라나에 의하면 오직 관찰자들만이 내부와 외부, 또는 투입과 산출을 구분할 수 있고 따라서 내적 과정들 과 유기체에 가해지는 외적 자극의 충격 또는 외부 세계에 가하는 유기체의 자극을 규명할 수 있다. 내부와 외부 또는 투입과 산출의 구분은 관찰자들의 두 세계를 비교하는 이중보기의 관점을 통해서만 가능한 것이며 이중보기는 ‘객체’와 객관화를 대상으로 하는 인간의 언어 위에서 비로소 가능한 일이다.
관찰하기에는 관찰자 본인이 무언가를 관찰하고 있다는 관찰과 함께 관찰을 공통적인 통찰의 공간에서 다른 관찰자들과 협력할 수 있는 언어적 능력이 포함된다. 공통적인 통찰의 공간은 관찰자의 주관적인 실재가 타자들에게 설명되어 실제로 이러하다는 주장의 근거를 갖는 공간이다. 인간의 인지는 ‘관찰하기’라는 명제를 통하여 유기체의 인지와 구분된다.

#### 생물학적 인지
신경계는 외부 세계와 독립된 폐쇄적 체계이다. 일반적인 인식처럼 신경체계는 외부의 정보를 처리하여 적절한 반응을 이끌어 내는 입력과 산출에 근거한 체계가 아니다. 신경체계는 그 자신만의 독특한 작동 방식을 갖춘 ‘구조적으로 결정된 체계’이며 이 체계 안의 변화는 단지 유발 될 뿐 외부 세계의 특질이나 성질에 의해 결정되지는 않는다. 신경체계는 상호 작용하는 요소들의 폐쇄적인 네트워크이다.
여기서 말하는 폐쇄는 물리적 개념이 아니며 신경체계는 완전히 외부와 차단될 수는 없다. 그러나 폐쇄는 체계의 경계를 의미하며 이것은 신경체계를 하나의 ‘구체적으로 결정된 존재’로 만드는 체계의 작동을 의미한다.
환경의 구조는 신경계에 변화를 유발할 뿐 그것을 결정하지는 못한다. 그러나 관찰자는 신경계와 환경의 구조를 함께 살필 수 있다. 이른바 이중보기라 불리는 이것은 인간이 내부에서 일어난 일과 외부상황을 비교하여 두 영역에서 본 것을 자신의 결론과 관련지을 수 있는 인지 능력을 의미한다.

#### 언어적 영역
둘 이상의 유기체들이 재귀적으로 상호작용 할 때 사회적 접속이 생겨난다. 유기체들은 접속을 통해 서로 엮인 채 자기생성을 실현하며 이 사회적 접속의 영역에서 생긴 행동 방식이 바로 의사소통적 행동이다. 의사소통적 행동은 타고난 것일 수도 있고 배운 것일 수도 있는데, 그 중 배운 의사소통적 행동을 가리켜 언어적 영역이라고 말한다. 이것은 언어의 바탕이 되지만 그 자체로 언어라고 부르지는 않는다.
인간은 사회적 삶 속에서 언어적 영역을 산출하는 유일한 동물은 아니지만 언어적 행동 조정을 통해 새로운 현상계인 ‘언어의 나라’를 산출한다. 언어는 인간의 행동 영역을 크게 변형시키며 언어적 구분인 객체의 발생을 통해 성찰이나 의식과 같은 새로운 현상을 가져 왔다. 이런 언어의 근본적인 특징은 언어를 가지고 작업하는 이에게 주위 상황과 자기 자신을 기술 할 수 있도록 하였다.
이에 따라 언어와 함께 말할 줄 아는 존재인 ‘관찰자’가 생겨난다. 언어는 관찰자인 인간의 특징인 성찰과 관찰하기를 가능케 해주는 도구이며 언어 안에 바로 사람다움이 담겨있다고 볼 수 있다.

### 자율성
체계의 자율성이란 체계가 외부에 의해 결정되는 것이 아니라는 점을 일컫는다. 외부로부터의 자극은 구조적인 변화를 유발하기만 할 뿐, 그에 따른 모든 결과들은 체계 자체의 구조에 의해 특징지어지고 결정된다. 마뚜라나에 의하면 어떤 체계 안에서 일어나는 일은 체계의 구조에 의해 결정되는 것이며 외부의 영향력에 의해 구체적으로 결정되는 것이 아니다. 체계의 자율성은 구조적 결정론과 깊이 연관되어 있다.
생명체계의 조직의 폐쇄성은 환경에 대해 자율성을 부여하는 역할을 한다. 폐쇄성은 관찰자들로부터 체계가 해석되는 정체성을 보존하며, 폐쇄적이기 때문에 외부와 상호작용할 수 있는 능력을 가진다.

#### 구조적 결정론
마투라나가 주장하는 자율성은 구조적 결정론에서 비롯된다. 구조적 결정론이란 우리가 어떤 체계를 작동시킬 때 작동하는 체계가 결정되어있기 때문에 어떠한 식으로 작동될 것이라고 기대할 수 있음을 말한다. 마투라나는 녹음기 예시를 통해 구조적 결정론을 설명한다. 녹음기를 누를 때 개인은 녹음기가 작동하기를 기대하고 누르며 이것이 바로 녹음기를 하나의 체계로 다룬다는 ‘구조적 결정론’이다. 인간은 구조적으로 결정된 체계만을 다루며 인간 또한 구조적으로 결정된 체계들이다. 구조적 결정론을 통하여 체계 안에서 일어나는 일들이 이미 ‘결정된 구조’에 의해 결정되는 것이며 외부의 영향력에 의해 결정되는 것이 아님을 알 수 있다.

#### 조직과 구조
1. 조직 : 어떤 것을 특정 부류에 속한 것으로 간주하기 위하여 그것의 구성요소들 사이에 있어야만 하는 관계이다.
2. 구조 : 특정 개체를 구체적으로 구성하여 그 조직을 실현하는 구성요소들과 그것들 사이의 관계이다.

구조와 조직의 구분을 통하여 체계가 변화하였을 때에도 그 체계가 어떻게 변할 수 있었는지 파악 수 있으며 또한 변화한 체계가 이전의 것과 동일한 체계인가 포착할 수 있게 된다.

### 자기생산
마투라나는 제자이자 동료인 바렐라와 함께 자기생산이라는 개념을 창안했다. 자기생산의 개념은 ‘생물은 무엇인가?’, ‘어떤 것이 살아있는 것인가?’에 대한 탐색에서 출발한다. 마투라나는 살아있다는 사실은 물질matter의 속성이 아니라고 주장하며 살아있는 존재들은 자율적이고, 규정된 한계를 지니고 있으며, 어떤 것들이 그들에게 속하고 어떤 것이 그렇지 않은가에 대한 경계선이 있음을 바탕으로 자기생산의 개념을 정립하였다.
마투라나는 생물을 특징짓는 기준으로 자기 자신을 지속적으로 생성하는 특징을 제안하였으며 이런 뜻을 내포한 단어로 생물을 정의하는 조직을 자기생성autopoiesis 조직이라고 부른다. 그리스어로 autos는 자기자신을, poiein'은 만들다를 의미한다.
하나의 생명체를 관찰해보면 서로 상호작용 하는 분자들을 생산하는 체계를 발견하는데, 이 체계는 분자들을 생산하고, 이번에는 이 분자들이 분자들을 생산하는 체계를 생산하고 자신의 경계선을 한정시킨다. 이와 같은 네트워크를 자기생산적이라고 부른다. 이 체계는 물질의 투입에는 개방되어 있지만 그것을 낳는 관계들의 움직임과 관련하여서는 폐쇄적이다.
마투라나는 자기 생성조직을 정의하는 관계를 세포 수준에서 예로 들었다. 세포는 자기생성개체인 분자요소들이 끊임없는 상호작용을 하며 세포 내에서 이뤄지는 화학적 상호작용들은 세포의 물질대사라고 불린다. 자연계에서 일어나는 다른 분자변화와 다르게 세포의 물질대사에서 중요한 점은 세포의 물질 대사를 통해 생성된 구성요소들은 다시 생성한 변화 작용 안에서 통합된다. 몇몇의 요소들은 이 변화 작용의 테두리를 이룬다. 공간 안에 무엇이 생길 수 있게 해주는 테두리 구조물을 형태학적 개념으로 막이라고 한다. 막은 단순한 구성요소로 공간을 구분 짓는 물질 대사의 산물이 아니라 변화 작용의 크기를 제한하고 변화 자체에도 참여한다. 세포의 물질대사는 막에 의해 제한되지만 막은 다시 물질대사에 작용을 하면서 현상이 끊임없이 이루어진다. 막 자체가 세포 변화의 일부이다.
물질대사와 막의 작용, 역동성과 테두리의 작용은 순차적인 것이 아니라 통일된 현상이다. 자기생산은 자율적이고 자신의 자율을 실현하는 생명체계들에게 고유한 특수한 방식이자 방법이지만 자율보다는 일반적이며, 자율과는 엄격하게 구분되어야 하는 작용으로 보았다.
반대로, 자기 자신 이외의 다른 것을 창출하는 체계는 타자 생산 체계라고 부른다.

### 구성주의
구성주의는 구분이론적인 사유에서 시작되었다. 급진적 구성주의라고도 불리는 연구 경향성은 인지이론과 인식론적 사유경향을 말한다. 구성주의는 하나의 통합된 이론의 틀로 완성되지는 못하였으나 각각의 구성주의자들은 ‘관찰하기’와 ‘구분하기’, ‘자율성’과 ‘조절’, ‘조직의 폐쇄성’과 ‘구조결정성’, ‘환경’과 ‘체계’ 등에 대해 다루고 있다. 급진적 구성주의에서의 인식론은 인지이론이면서 비환원주의적이며, 기존의 인식론과는 다르게 인식의 대상이 아닌 인식에 초점을 맞추어 인식과정과 결과에 대해 연구를 진행하였다. 구성주의의 비환원성은 신경생리학적 측면에서부터 시작되며, 두뇌는 환경을 입력하는 반사체계가 아니라 대상을 내부에서 처리하는 폐쇄된 체계라는 논점을 근간으로 하여 인식론을 발달시켰다.

### 목적론
마뚜라나가 주장하는 목적론은 칸트와 한스 요나스에 기저를 둔다.

## 같이 보기
- 자기생산
- 에른스트 폰 글라저스펠트
- 프란시스코 바렐라

## 참고 문헌

#### 인쇄물
- 움베르토 마투라나(2006), 있음에서 함으로, 갈무리
- 움베르토 마투라나(2007), 앎의 나무 : 인간 인지 능력의 생물학적 뿌리, 갈무리
- 프란시스코 바렐라(2009), 윤리적 노하우, 갈무리
- 지크프리트 J. 슈미트(1995), 구성주의, 까치글방
- 이득재,이규환(2010), 오토포이에시스와 통섭, 써네스트